# Gitti Müller
Gitti Müller (* 6. November 1956 in Köln) ist eine deutsche Journalistin, Autorin und Ethnologin. 

## Leben
Nach ihrer Ausbildung zur Reisekauffrau lebte sie mehrere Jahre in Paris und in Südamerika. Zurück in Deutschland machte sie ihr Abitur auf dem Zweiten Bildungsweg und studierte Ethnologie, Germanistik und Romanistik an der Universität Bonn und an der Universidad Nacional del Altiplano in Puno, Peru.
Als Ethnologin forschte sie in Bolivien zum traditionellen Gebrauch der Coca bei den Aymara-Indianern sowie zur Sozialisation der Indianer-Kinder am Titicacasee, Themen, die sie später auch als Journalistin weiter verfolgte. Seit 1994 arbeitet sie als Fernsehjournalistin und Autorin zunächst für das Südamerikamagazin der Deutschen Welle, dann für den Westdeutschen Rundfunk, unter anderem für die Magazine Monitor, Panorama, Markt und die Dokureihe Menschen hautnah. Für ihre Beiträge und Reportagen erhielt sie zahlreiche Auszeichnungen.
Gitti Müller lebt in Bonn.

## Auszeichnungen
- 2006 Georg-von-Holtzbrinck-Preis
- 2005 Friedrich-Vogel-Preis für Wirtschaftsjournalismus
- 2004 Ernst-Schneider-Preis
- 2004 Deutscher Wirtschaftsfilmpreis
- 2004 BdSt-Journalistenpreis
- 2003 Friedrich-Vogel-Preis für Wirtschaftsjournalismus
- 2003 Journalistenpreis „Packende Wirtschaft“ des IZW
- 2000 BdST-Journalistenpreis
- 1999 Ernst-Schneider-Preis